# Jevremovac
Jevremovac (cyr. Јевремовац) – wieś w Serbii, w okręgu maczwańskim, w mieście Šabac. W 2011 roku liczyła 3408 mieszkańców.